# Ażugiery
Ażugiery (biał. Ажугеры; ros. Ажугеры) − wieś na Białorusi, w obwodzie grodzieńskim, w rejonie smorgońskim, w sielsowiecie Soły.

## Historia
W czasach zaborów wieś i folwark w gminie Soły, w powiecie oszmiańskim, w guberni wileńskiej Imperium Rosyjskiego. W 1866 roku wieś liczyła 18 dusz rewizyjnych, należała do dóbr Daukszyszki, Piotrowiczów. W 1905 roku wymieniono dwa folwarki i zaścianek. Folwark Tymuła liczył 38 mieszkańców, 388 dziesięcin; folwark Piotrowicza liczył 5 mieszkańców, 54 dziesięciny; zaścianek liczył 33 mieszkańców, 15 dziesięcin.
Po I wojnie światowej pod administracją polską, w Zarządzie Cywilnym Ziem Wschodnich. W latach 1920–1922 w składzie Litwy Środkowej.
Od 11 kwietnia 1922 wieś i folwark leżały w Polsce, w województwie wileńskim, w powiecie oszmiańskim, w gminie Soły.
W 1931:
- folwark w 2 domach zamieszkiwało 17 osób[4].
- wieś w 8 domach zamieszkiwały 43 osoby[4].

Wierni należeli do parafii rzymskokatolickiej w Sołach. Miejscowość podlegała pod Sąd Grodzki w Oszmianie i Okręgowy w Wilnie; właściwy urząd pocztowy mieścił się w Sołach.